# Карчев
Ка́рчев (пол. Karczew) — місто в центрально-східній Польщі, на річці Вісла.
Належить до Отвоцького повіту Мазовецького воєводства.

## Демографія
Демографічна структура станом на 31 березня 2011 року:
|          | Загалом | Допрацездатний вік | Працездатний вік | Постпрацездатний вік |
| -------- | ------- | ------------------ | ---------------- | -------------------- |
| Чоловіки | 4905    | 844                | 3553             | 508                  |
| Жінки    | 5292    | 802                | 3264             | 1226                 |
| Разом    | 10197   | 1646               | 6817             | 1734                 |